# 脈結表孔珊瑚
脈結表孔珊瑚（学名：Montipora venosa）为軸孔珊瑚科表孔珊瑚屬下的一个种。